# Recea, Maramureș
Recea là một xã thuộc hạt Maramureș, România. Dân số thời điểm năm 2002 là 5453 người.